# Micropterus
A Micropterus a sugarasúszójú halak (Actinopterygii) osztályának sügéralakúak (Perciformes) rendjébe, ezen belül a díszsügérfélék (Centrarchidae) családjába tartozó nem.

## Tudnivalók
A Micropterus-fajok édesvízi halak. A halnem típusfaja a fekete sügér (Micropterus dolomieu).
A halak elterjedési területe igen nagy: északon a Sziklás-hegységtől keletre egészen a kanadai Hudson-öbölig, délen Mexikó északkeleti részéig. Kalifornia államban is vannak állományaik. Néhány fajukat, köztük a fekete sügért és a pisztrángsügért (Micropterus salmoides) a többi kontinensre is betelepítették. Japánban nagy erőfeszítéseket tesznek a kiirtásukhoz, mivel veszélyeztetik az őshonos halfajok létezését.
Az összes Micropterus-faj zöldes színű, amelyet sötét minták tarkítanak. A legtöbb faj mérete 40-60 centiméter, de egyes pisztrángsügér 97 centiméter hosszúra is megnőhet.
A nőstény az ikrákat a hím által készített fészekbe rakja. Az ikrákat és ivadékot a hím őrzi, addig amíg az ivadékok szét nem szóródnak.

## Rendszerezés
A nembe az alábbi 13 faj tartozik:
- Micropterus cahabae Baker, Johnston & Blanton, 2013
- Micropterus cataractae Williams & Burgess, 1999
- Micropterus chattahoochae Baker, Johnston & Blanton, 2013
- Micropterus coosae Hubbs & Bailey, 1940
- fekete sügér (Micropterus dolomieu) Lacepède, 1802 - típusfaj
- Micropterus floridanus (Lesueur, 1822)
- Micropterus henshalli Hubbs & Bailey, 1940
- Micropterus notius Bailey & Hubbs, 1949
- Micropterus punctulatus (Rafinesque, 1819)
- pisztrángsügér (Micropterus salmoides) (Lacepède, 1802)
- Micropterus tallapoosae Baker, Johnston & Blanton, 2013
- Micropterus treculii (Vaillant & Bocourt, 1874)
- Micropterus warriorensis Baker, Johnston & Blanton, 2013

## Fordítás
- Ez a szócikk részben vagy egészben  a   Micropterus című angol Wikipédia-szócikk fordításán alapul.  Az eredeti cikk szerkesztőit annak laptörténete sorolja fel. Ez a jelzés csupán a megfogalmazás eredetét és a szerzői jogokat jelzi, nem szolgál a cikkben szereplő információk forrásmegjelöléseként.